# Gunfighter: The Legend of Jesse James
Gunfighter: The Legend of Jesse James è un videogioco sparatutto in prima persona sviluppato da Rebellion Developments e pubblicato da Ubi Soft Entertainment per la console PlayStation nel 2001, sia in Europa che in Nord America. È compatibile con ambedue il controller DualShock e la GunCon. La storia è ambientata nel selvaggio West americano e ha come protagonista Jesse James, un noto fuorilegge vissuto nel diciannovesimo secolo.
Nel 2003 uscì per PlayStation 2 il sequel Gunfighter II: Revenge of Jesse James.

## Trama

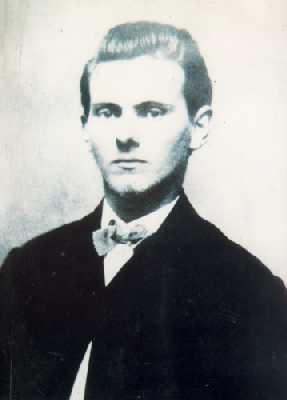
Jesse James nella realtà

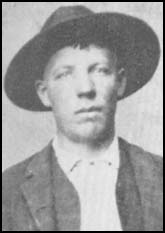
Cole Younger nella realtà

Selvaggio West (anno 1870). Il nuovo Governatore del Missouri ha emanato spietatamente la "legge di frontiera", con la quale, i fuorilegge non ancora pentiti verranno catturati e poi impiccati. Molti di essi sono quindi costretti a fuggire in fretta e furia da quei territori. E due fuorilegge, Jesse James e Cole Younger, si recano al Saloon della cittadina di Tuenola a prendere e a portare via con loro, una cameriera di nome Zerelda, la fidanzata di Jesse (da lui chiamata Zee).
Sfortunatamente, lei viene rapita da una banda di malviventi capeggiata dal messicano Ramon Rojo, i quali dopo un po' portano via Cole (sopraffatto mentre cercava di tenerli a bada), e susseguentemente lo uccidono. Jesse James entra in azione sia per salvarla dalle loro grinfie che per vendicare la morte del suo migliore amico, e per fermare alla fine la mente criminale dietro tutto ciò: Jack Carson, il più temuto leader della gang che controlla tale cittadina e che vuole sbarazzarsi del Governatore.

## Modalità di gioco
Articolandosi in cinque unici livelli, questo titolo in fatto di gameplay si ispira a Time Crisis della Namco. Nei panni di Jesse James, il giocatore deve sparare in prima persona a tutti i banditi che appaiono nell'area in cui si trova per poter procedere automaticamente oltre, riparandosi sotto qualcosa anche per ricaricare in automatico le munizioni, fino ad arrivare alla fine dove si trova il boss da sconfiggere.
Se Jesse James viene beccato dal fuoco nemico (alcuni possono lanciargli coltelli, bottiglie o dinamite), perde un punto su quattro della propria barra della salute (fatta di carte da gioco), ma la si recupera soltanto colpendo un barattolo di fagioli. Se i punti ferita del protagonista dovessero esaurirsi, o che tempo a disposizione del giocatore scade, si riparte dall'ultimo checkpoint (un poster con la sua taglia) o si va al game over.
Nel mezzo delle sparatorie possono capitare perfino dei civili, ai quali è proibito spararli, altrimenti vengono sottratti determinati secondi. A questo proposito, colpendo un orologio da tasca si ottengono casualmente 5, 10, 15 o 20 secondi extra, e inoltre, quello aggiuntivo è concesso se Jesse James riesce a ripulire un'intera area dai criminali (eliminabili anche contemporaneamente centrando ad una cassa di TNT).
A ogni livello completato, il totale del tempo impiegato e del tiro di precisione (quest'ultimo espresso in percentuale) viene convertito e sommato nel punteggio accumulato durante il loro svolgimento.

### Sinossi dei minigiochi
Verranno sbloccati una volta conclusa la modalità "Storia".
- - "Cowboy Carnage" - Bisogna bersagliare a 38 targhe raffigurate coi cowboy prima dello scadere del tempo;
  - "Bottle Blast" - Bisogna invece bersagliare alle 30 bottiglie di alcolici sempre prima dello scadere del tempo, stando attenti a non centrare le uniche due nere col teschio, pena la perdita di qualche secondo;
  - "Target Take Down" - A differenza dei due succitati, i colpi che qui si hanno a disposizione sono limitati (40). Si spara semplicemente a 24 bersagli cerchiati;
  - "Rolling Rampage" - Aumentati a 54 nei colpi limitati si bersaglia alle 43 targhe raffigurate coi cowboy a cavallo, non colpendo però quelle con le carovane, pena ancora di alcuni secondi persi;
  - "The Showdown" - È il segmento finale del quinto e ultimo livello, ossia il duello contro Jack Carson. Basta sparargli subito con l'unico colpo non appena il mirino appare in un punto qualsiasi dello schermo, quando l'orologio suona di sottofondo alla precisa ora.

## Accoglienza
| Testata                          | Giudizio |
| -------------------------------- | -------- |
| Metacritic (media al 27-04-2021) | 55/10    |
| GameSpot                         | 4,6/10   |
| GameZone                         | 7/10     |
| OPM (USA)                        | 2,5/5    |

Gunfighter: The Legend of Jesse James ha avuto un'accoglienza mista-negativa da parte della critica. Alcune delle recensioni citano il loro elogio al gameplay, ai minigiochi e alla riuscita atmosfera western del videogioco, mentre altre invece bocciano l'inoriginalità della trama e la grafica 3D. Secondo Ryan Davis di GameSpot il giocatore medio avrebbe avuto difficoltà a guardare oltre la produzione generalmente scarsa e il gameplay ripetitivo. Patricia Wiley di GameZone non gradì il fatto che il giocatore venisse portato automaticamente attraverso i livelli da una posizione all'altra senza alcuna possibilità di controllo. Official U.S. PlayStation Magazine lo avrebbe gradito se solo non fosse stato così difficile.